# 小波渡站
小波渡站（日语：／ Kobato eki */?）是位於山形縣鶴岡市小波渡，屬於東日本旅客鐵道（JR東日本）的羽越本線車站。

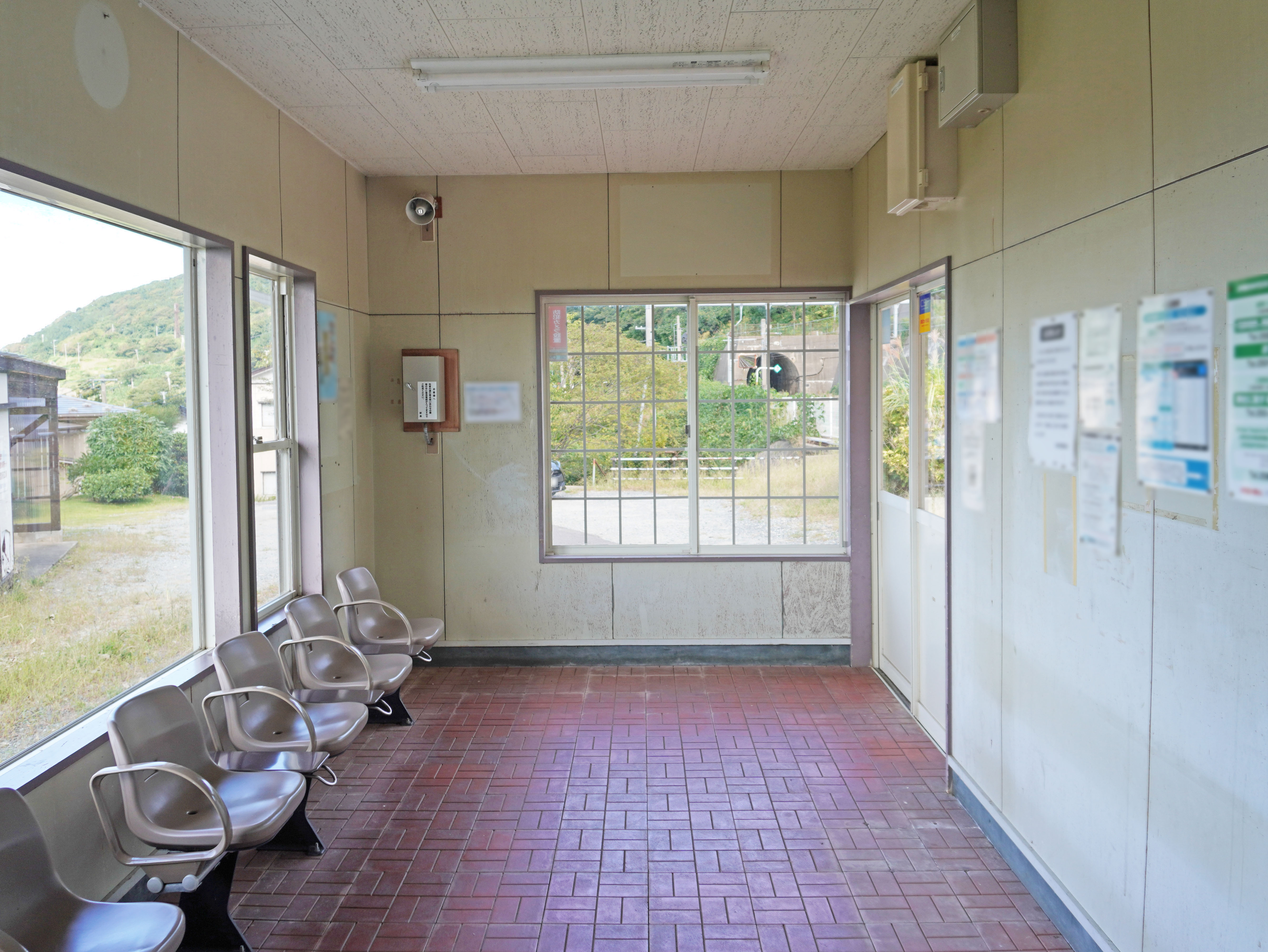
車站內部（2022年9月）

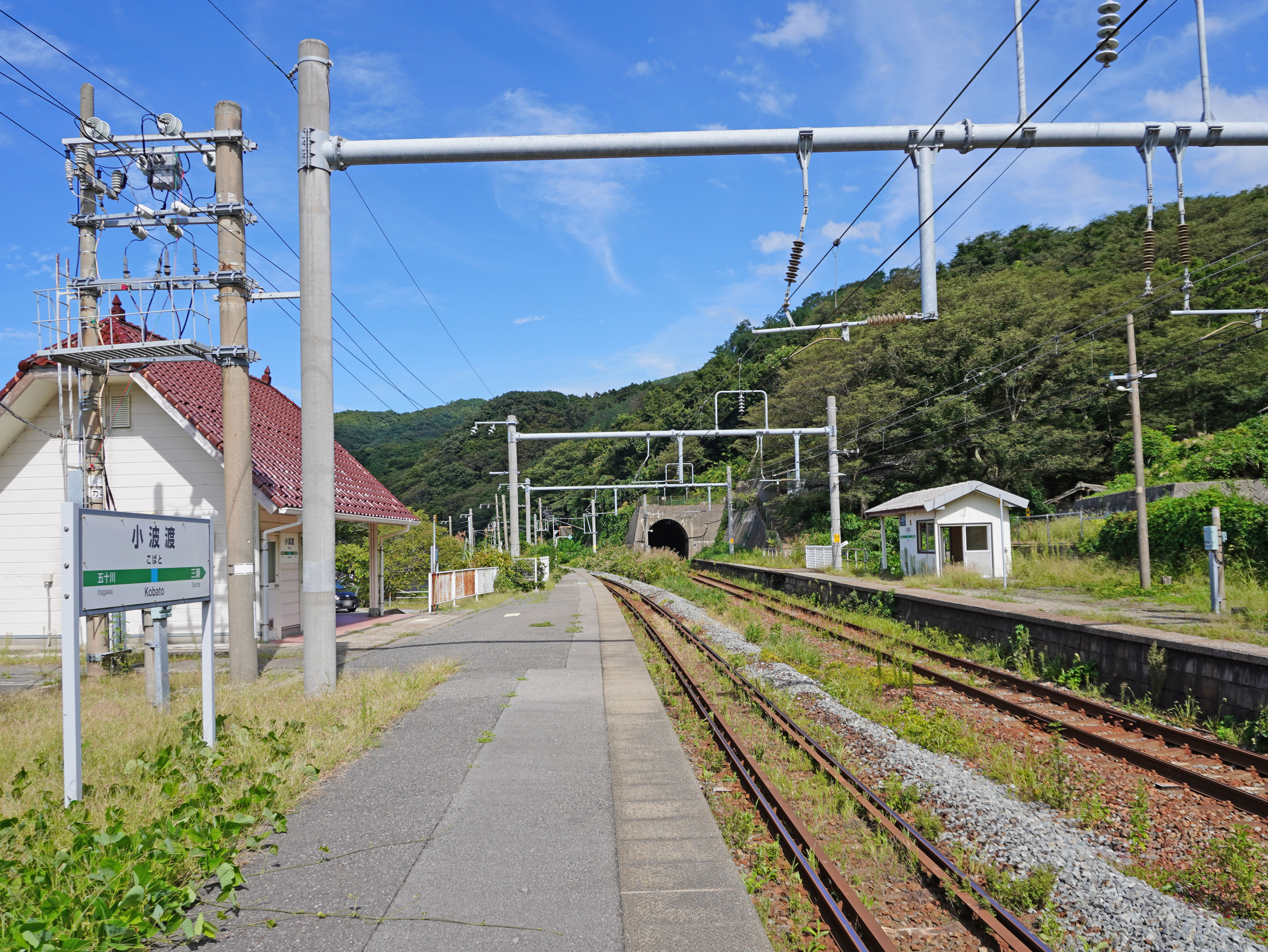
月台（2022年9月）

## 歷史
- 1944年（昭和19年）10月1日：運輸通信省（國鐵）開設小波渡信號站。
- 1950年（昭和25年）2月1日：升級至車站，名為小波渡站[1]。
- 1972年（昭和47年）9月1日：終止行李起卸業務。
- 1987年（昭和62年）4月1日：伴隨國鐵分割民營化，車站由東日本旅客鐵道（JR東日本）營運。

## 車站構造
本站是地面車站，設有2面2線的相對式月台。月台過去建在彎位上，隨著羽越本線成為雙線鐵路並改良走線，使現時的月台改為筆直的形狀。在下行月台近鶴岡一方處可看見上行月台遺址。站房位於下行月台側。由於車站內沒有跨線橋和站內平交道，因此需要使用站前的行人隧道才可橫過路軌。此站是由酒田站管理的無人車站。站內設有簡易自動售票機。

### 月台
| 月台 | 路線      | 上下行 | 方向                 |
| ---- | --------- | ------ | -------------------- |
| 1    | ■羽越本線 | 下行   | 鶴岡、酒田、秋田方向 |
| 2    | ■羽越本線 | 上行   | 村上、新津方向       |

參考

## 使用狀況
根據「鶴岡市統計書」資料，以下列出乘車人次列表：
| 年度                | 1年總 乘車人次 | 1年總 乘車人次 | 參考資料 |
| 年度                | 一般           | 定期           | 參考資料 |
| ------------------- | -------------- | -------------- | -------- |
| 1989年（平成0元年） | 8,200          | 23,400         | [ 3 ]    |
| 1990年（平成02年）  | 7,900          | 22,600         | [ 3 ]    |
| 1991年（平成03年）  | 9,100          | 22,100         | [ 3 ]    |
| 1992年（平成04年）  | 6,800          | 20,500         | [ 3 ]    |
| 1993年（平成05年）  | 7,100          | 20,900         | [ 3 ]    |
| 1994年（平成06年）  | 7,600          | 20,600         | [ 3 ]    |
| 1995年（平成07年）  | 7,700          | 20,000         | [ 3 ]    |
| 1996年（平成08年）  | 7,300          | 19,500         | [ 3 ]    |
| 1997年（平成09年）  | 6,600          | 16,400         | [ 3 ]    |
| 1998年（平成10年）  | 7,100          | 15,800         | [ 3 ]    |
| 1999年（平成11年）  | 6,800          | 18,000         | [ 3 ]    |
| 2000年（平成12年）  | 5,200          | 17,700         | [ 3 ]    |
| 2001年（平成13年）  | 4,900          | 17,700         | [ 3 ]    |
| 2002年（平成14年）  | 5,000          | 13,900         | [ 3 ]    |
| 2003年（平成15年）  | 4,300          | 15,900         | [ 3 ]    |
| 2004年（平成16年）  | 3,900          | 11,600         | [ 3 ]    |
| 2005年（平成17年）  | 3,600          | 10,300         | [ 3 ]    |
| 2006年（平成18年）  | 3,500          | 9,300          | [ 3 ]    |
| 2007年（平成19年）  | 3,800          | 11,700         | [ 3 ]    |
| 2008年（平成20年）  | 4,100          | 10,800         | [ 3 ]    |
| 2009年（平成21年）  | 3,700          | 10,600         | [ 3 ]    |

## 相鄰車站
東日本旅客鐵道
■羽越本線
五十川－小波渡－三瀨

## 注腳
1. 1 2  「日本國有鐵道公示第17號」『官報』1950年1月27日（國立國會圖書館數碼化收藏）
2. ↑  JR東日本:駅構内図 （页面存档备份，存于）（日語）
3. ↑   (PDF). 平成22年版 鶴岡市の統計書. 鶴岡市: 111. 2011-08  [2019-02-25]. （原始内容 (PDF)存档于2019-02-25） （日语）.

## 外部連結
- 車站資訊（小波渡）：東日本旅客鐵道（日語）